# Sturgeon Bay
Sturgeon Bay är administrativ huvudort i Door County i delstaten Wisconsin i USA. Enligt 2010 års folkräkning hade Sturgeon Bay 9 144 invånare.